# 鳳凰山 (深圳)
凤凰山是位於中國廣東省深圳市宝安区珠江口东岸的一座低矮山脉，山脊轴线呈月牙形，主峰海拔约376米，现为宝安区的一处森林公园。山体西面海拔190米高程的半山腰有佛教寺庙建筑－凤岩古庙，节假日香客众多。山脉西南麓是深圳宝安国际机场及深圳对外公路交通大动脉－107国道和广深高速公路；东南面是宝安区饮用水源的铁岗水库。山脉南端300米高程的山峰建有宝安区广播电视信号发射塔。

## 地理

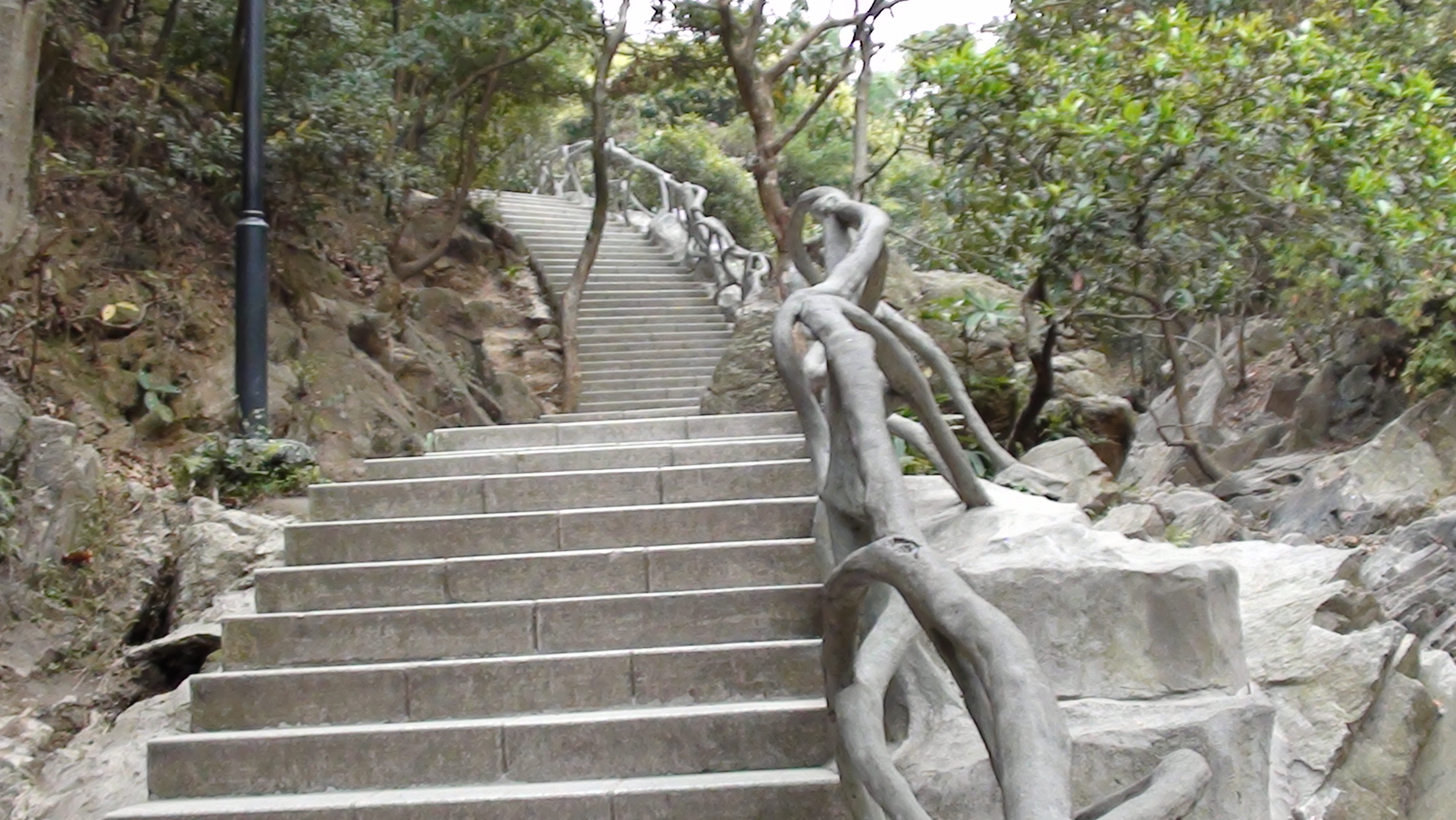
登山步道

凤凰山大致呈南北走向的山脉，位于深圳经济特区的西北，面积29.7平方公里，距深圳市中心区（福田）约40公里，山的南端有广深高速公路上唯一的一条隧道－虎背山隧道；山的北部为珠江口东岸德一片平原，范围包括宝安区的福永、松岗、沙井、公明等镇及东莞的长安镇；山脉西南麓早期是连接珠江口河岸的农田和鱼塘，1980年代末，深圳市对农田和鱼塘实施开挖、堆填工程，建成了现在的宝安国际机场；山脉南端以南为宝安区的中心城区。

### 奇石
凤凰山虽不为高山，但植被茂盛，风景秀丽，尤以奇石著称。有一块名曰“莺石点头”之天然巨石，形肖莺嘴，石名为康熙丙辰进士文超灵所题，石上刻有不少名人诗句。另在凤岩古庙右侧有两块巨石相叠，如人的两手合掌，名曰“合掌石”。两石之间的缝隙内壁有一行“凤毛神化度云龙”文字石刻，石壁上还有相传为宋少帝留下的龙袍印迹，后人取名为“龙袍挂壁”，此为凤凰山的“龙壁奇景”。

## 佛教文化与旅游

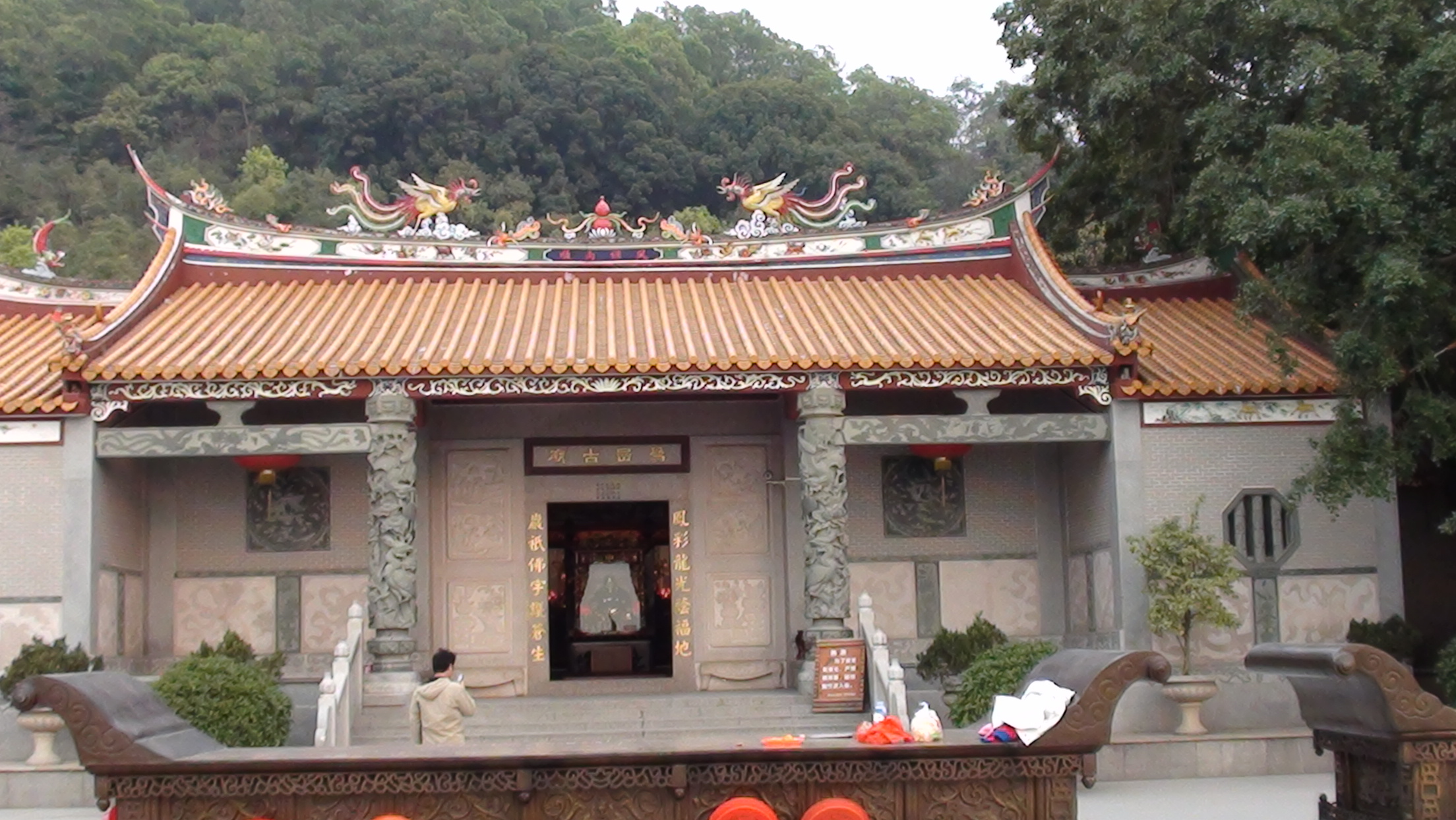
凤岩古庙

凤凰山是可与梧桐山相提并论的深圳又一处佛教文化基地，山中的凤岩古庙在宝安区及其周边颇具影响力，终年香火不断。古庙始建于南宋时期的1297年，为文天祥后人所建。而今，即便是宝安之外的珠三角地区之民众都深受凤岩古庙的吸引，他们相信来此进香礼佛会给自己及家人带来吉祥与好运。
凤凰山旅游设施齐备，有登山公路通达古庙，并有多条登山步道直通山顶。为应对庞大的登山进香的私家车停放，山下建有可容纳800辆汽车的超大型生态停车场。在中国大陆的春节、清明、五一、国庆、重阳等节日，光临大庙祈福的游客异常火爆。据深圳新闻网报道，2011年2月，在中国农历新年的大年三十夜到大年初一上午不足一整日的时间内，来凤凰山祈福的民众高达30万人次，是当时深圳游客最多的旅游景点。

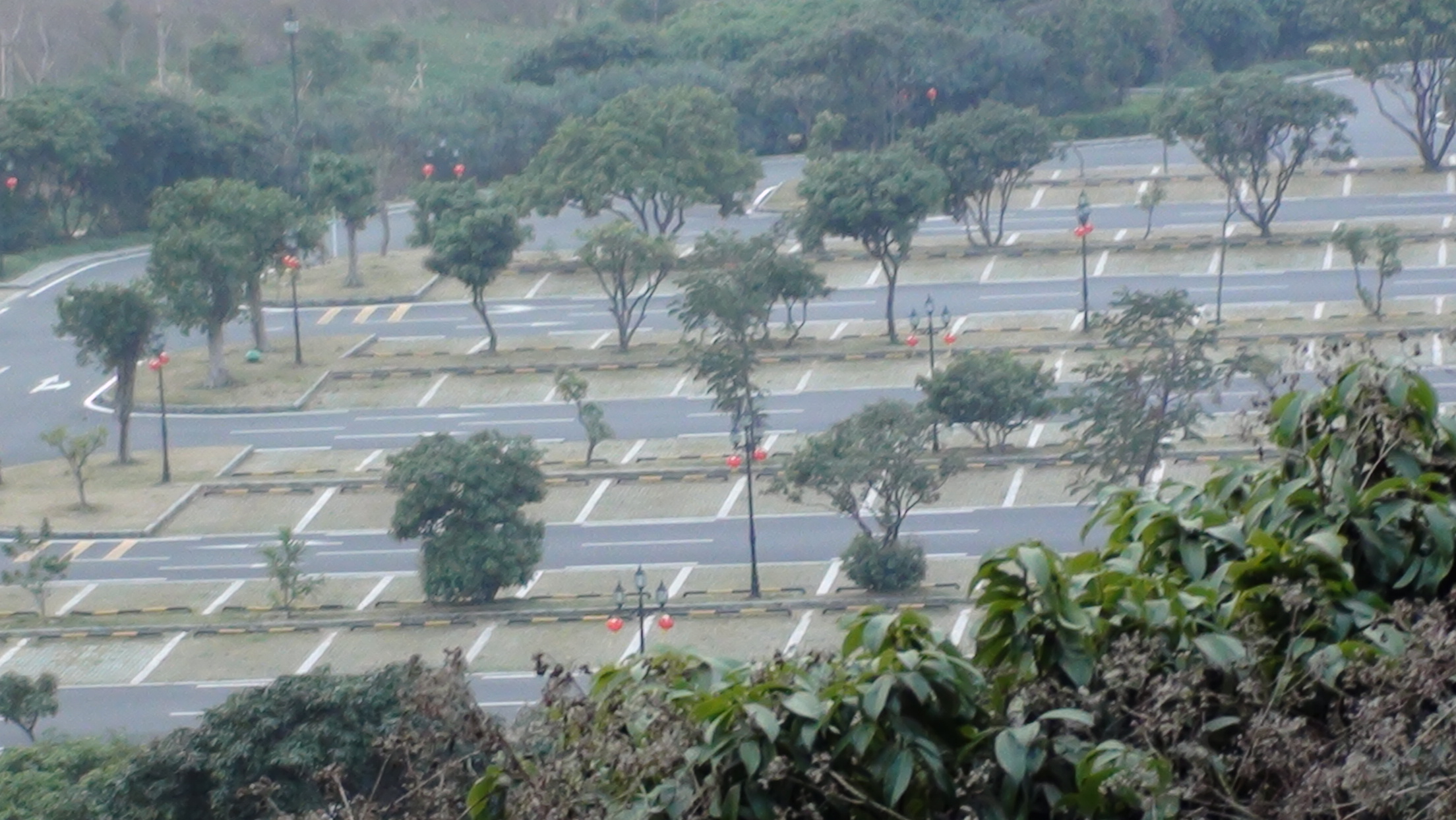
环保停车场
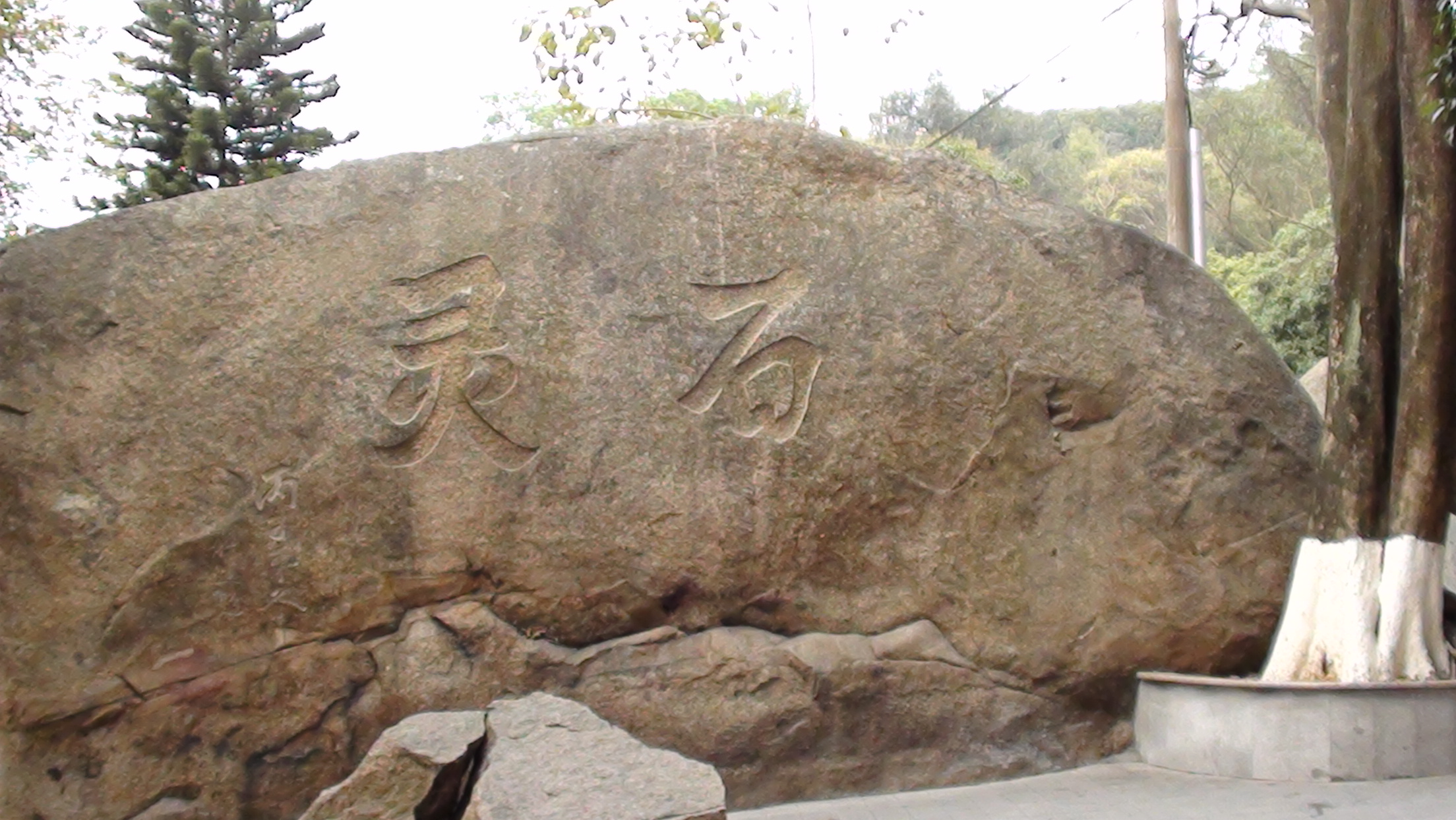
石灵
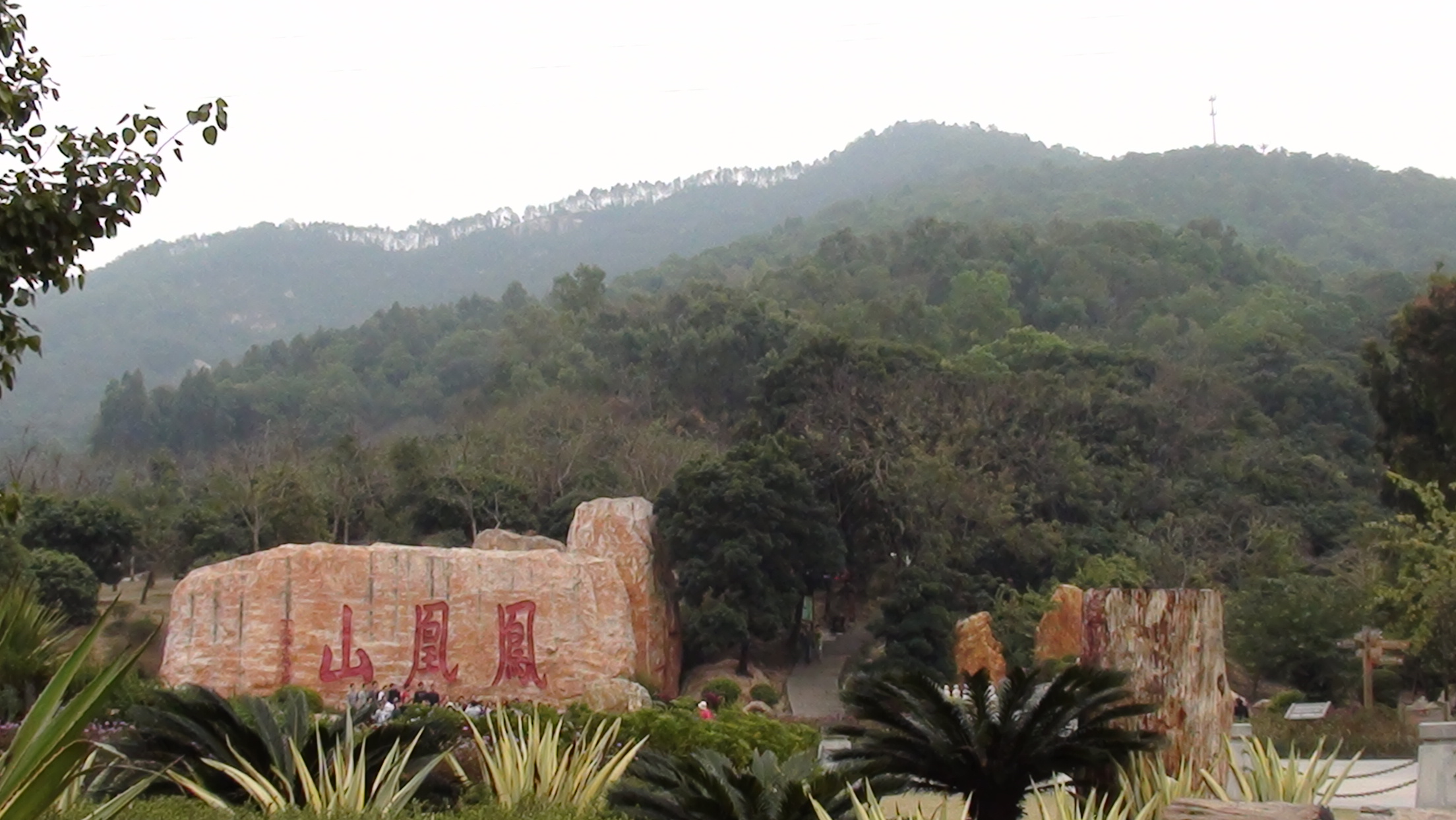
山麓景色
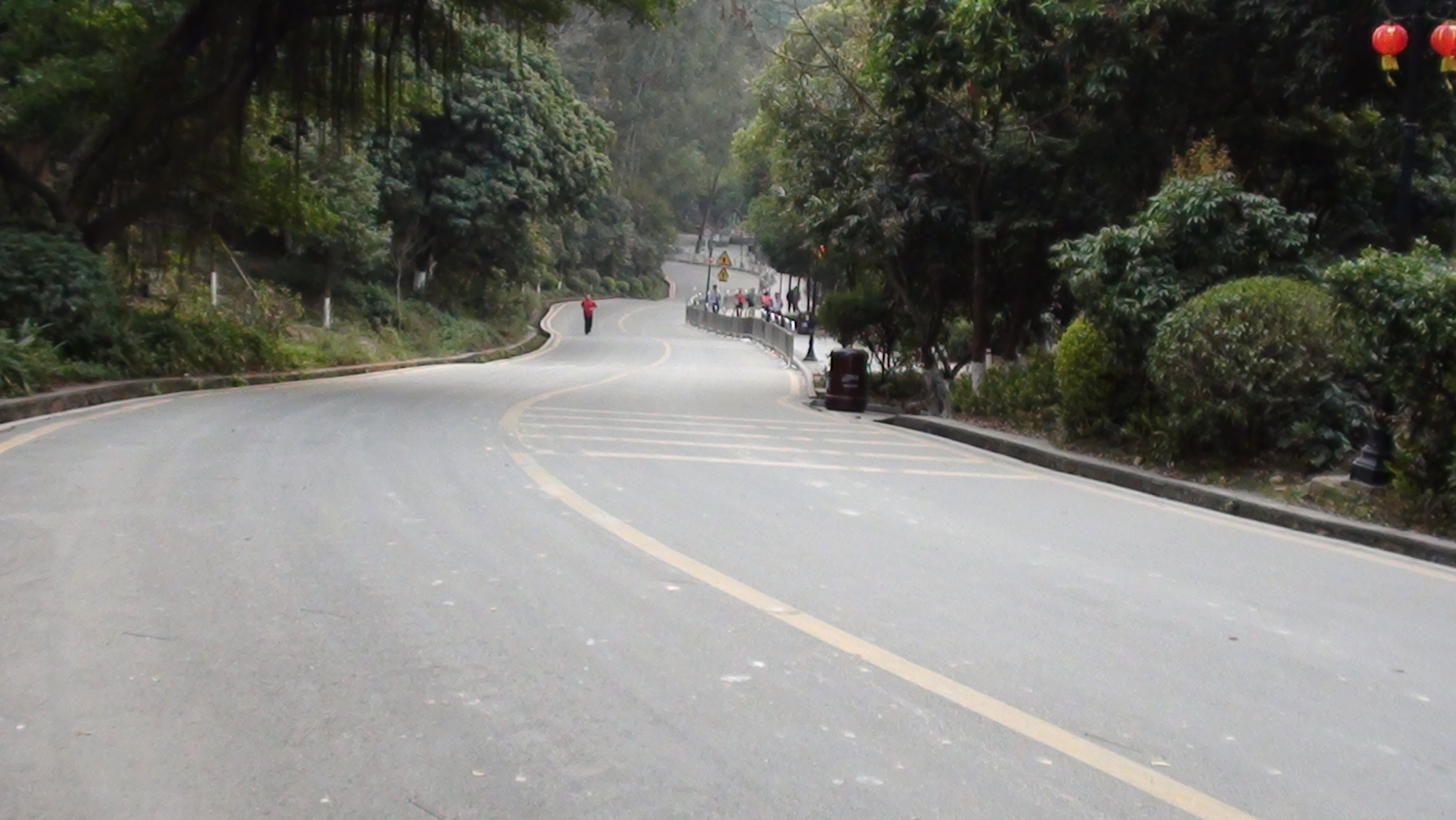
登山公路

## 公共交通
| \| 编号 \| 编号 \| 线路 \| 线路 \| 线路 \| 收费 \| 运营商 \| 备注 \| \| ---- \| -------- \| ---------------------- \| ---- \| ---------------------- \| ----- \| -------- \| ------------------------------------------ \| \| \| 650 \| 沙四科技园总站 \| ⇆ \| 福凤路公交总站 \| 2元 \| 西部二分 \| \| \| \| M184深圳 \| （深圳）凤凰山综合车场 \| ⇆ \| （东莞）汇航高新产业园 \| 3元 \| 西部二分 \| 原 782 \| \| \| M236 \| 凤凰山综合车场 \| ⇆ \| 翻身实验西校区西 \| 2.5元 \| 西部二分 \| \| \| \| M251 \| 福永家私街总站 \| ⇆ \| 凤凰山综合车场 \| 2元 \| 西部二分 \| 经塘尾十三区、富桥工业区、怀德村委；原 751 \| \| \| M252 \| 福永家私街总站 \| ⇆ \| 凤凰山综合车场 \| 2元 \| 西部二分 \| 经怀德翠海、和平市场、福永地铁站南；原 754 \| \| \| M334 \| 机场东地铁公交接驳站 \| ⇆ \| 福凤路公交总站 \| 2元 \| 西部二分 \| \| \| \| M419 \| 凤凰山综合车场 \| ⇆ \| 机场码头 \| 2元 \| 西部二分 \| 原 B787 \| \| \| B837 \| 壹方中心 \| ↺ \| 前海铂寓 \| 1元 \| 西部一分 \| \| |          |                        |      |                        |       |          |                                            |
| 编号 | 编号     | 线路                   | 线路 | 线路                   | 收费  | 运营商   | 备注                                       |
| | 650      | 沙四科技园总站         | ⇆    | 福凤路公交总站         | 2元   | 西部二分 |                                            |
| | M184深圳 | （深圳）凤凰山综合车场 | ⇆    | （东莞）汇航高新产业园 | 3元   | 西部二分 | 原 782                                     |
| | M236     | 凤凰山综合车场         | ⇆    | 翻身实验西校区西       | 2.5元 | 西部二分 |                                            |
| | M251     | 福永家私街总站         | ⇆    | 凤凰山综合车场         | 2元   | 西部二分 | 经塘尾十三区、富桥工业区、怀德村委；原 751 |
| | M252     | 福永家私街总站         | ⇆    | 凤凰山综合车场         | 2元   | 西部二分 | 经怀德翠海、和平市场、福永地铁站南；原 754 |
| | M334     | 机场东地铁公交接驳站   | ⇆    | 福凤路公交总站         | 2元   | 西部二分 |                                            |
| | M419     | 凤凰山综合车场         | ⇆    | 机场码头               | 2元   | 西部二分 | 原 B787                                    |
| | B837     | 壹方中心               | ↺    | 前海铂寓               | 1元   | 西部一分 |                                            |

## 外部連結
- 深圳凤凰山森林公园[永久]